# Campiglossa contingens
Campiglossa contingens är en tvåvingeart som först beskrevs av Becker 1908.  Campiglossa contingens ingår i släktet Campiglossa och familjen borrflugor. Inga underarter finns listade.